# Mécanos Express
 (juillet 2021).
Si vous disposez d'ouvrages ou d'articles de référence ou si vous connaissez des sites web de qualité traitant du thème abordé ici, merci de compléter l'article en donnant les références utiles à sa vérifiabilité et en les liant à la section « Notes et références ».
Mécanos Express est une émission de télévision allemande (en allemand : Steel Buddies – Stahlharte Geschäfte) sur le quotidien de Michael Manousakis et de son équipe au sein de l'entreprise Morlock Motors. 
Le programme est diffusé sur la chaîne de télévision allemande DMAX. En France, l'émission est diffusée sur la chaine RMC Découverte.

## Concept
Michael Manousakis est un homme d'affaires, fondateur et patron de l'entreprise Morlock Motors basée à Peterslahr, située dans le land de Rhénanie-Palatinat, en Allemagne. 
Morlock Motors possède l'exclusivité des stocks et des rebuts de l'armée américaine en Europe. Ce contrat leur donne accès aux stocks de véhicules, machines, vêtements et toute sorte de matériel militaire de l'armée américaine. Morlock Motors est aussi spécialisée dans la réparation et la restauration de véhicules civils et militaires.
Si la série raconte la réparation de véhicules hors du commun (chars, camions, etc), elle s'appuie aussi sur le caractère râleur et humoristique de certains personnages (notamment Michael Manousakis, Gunther le peintre et Julie aux USA) ainsi que sur le goût de l'aventure du patron : traversée de l'Océan Atlantique en vieil avion, recherche d'une épave sous-marine, pilotage et recherche d'avions pour son propre usage, voyages aux États-Unis pour trouver du matériel, descente du Rhin en véhicule amphibie ou encore restauration d'un vieux Douglas DC3 pour aller chercher de l'huile d'olive en Grèce.

## Épisodes

### Saison 1 (2014)
- Épisode 1 : Hummer de l'US Army
- Épisode 2 : Truck à burger
- Épisode 3 : Concept car
- Épisode 4 : Char d'assaut

### Saison 2 (2015)
- Épisode 1 : Édition limitée
- Épisode 2 : Avion légendaire
- Épisode 3 : Vol transatlantique
- Épisode 4 : Méga truck
- Épisode 5 : Tour de chauffe
- Épisode 6 : Championnat d'Europe

### Saison 3 (2016)
- Épisode 1 : Le grand départ
- Épisode 2 : Atterrissage forcé
- Épisode 3 : Mauvaise surprise
- Épisode 4 : Rêve de jeunesse
- Épisode 5 : Au garde à vous (partie 1)
- Épisode 6 : Au garde à vous (partie 2)

### Saison 4 (2016)
- Épisode 1 : Hydravion XXL
- Épisode 2 : Le van de Barracuda
- Épisode 3 : Brevet pilote
- Épisode 4 : Un avion à tout prix
- Épisode 5 : La voiture du king
- Épisode 6 : Bus scolaire américain
- Épisode 7 : Voiture à la Mad Max

### Saison 5 (2017)
- Épisode 1 : Un tank pour le jardin
- Épisode 2 : Recoller les morceaux
- Épisode 3 : La pêche au Hummer
- Épisode 4 : À travers les USA
- Épisode 5 : Les yeux fermés
- Épisode 6 : Comme un oiseau
- Épisode 7 : Haut en couleur
- Épisode 8 : Toujours aussi confortable
- Épisode 9 : Barbecue sur l'eau
- Épisode 10 : Le géant vert
- Épisode 11 : Voyage sur le Rhin
- Épisode 12 : Le paradis des Jeeps
- Épisode 13 : Mon beau Réo
- Épisode 14 : Attention aux crocos
- Épisode 15 : Rock'n roll
- Épisode 16 : De véritables trésors
- Épisode 17 : À l'aveugle
- Épisode 18 : À la sortie de l'école

### Saison 6 (2018)
- Épisode 1 : Les anciens combattants
- Épisode 2 : La dolce vita
- Épisode 3 : Au feu
- Épisode 4 : Un travail de titan
- Épisode 5 : Toujours plus haut
- Épisode 6 : Bon film
- Épisode 7 : Le client est roi
- Épisode 8 : Un drôle d'oiseau
- Épisode 9 : Deux tonnes de risque
- Épisode 10 : Un adversaire invisible
- Épisode 11 : Une frénésie d'achat
- Épisode 12 : Le char électrique
- Épisode 13 : Une collection très spéciale
- Épisode 14 : Le duel

### Épisodes spéciaux (2018)
- Épisode 1 : Spécial enchères partie 1
- Épisode 2 : Spécial enchères partie 2

### Saison 7 (2019)
- Épisode 1 : Une vente historique
- Épisode 2 : L'heure de vérité
- Épisode 3 : Panne américaine
- Épisode 4 : De mal en pis
- Épisode 5 : Le géant russe
- Épisode 6 : Reconversions
- Épisode 7 : Navire de rêve
- Épisode 8 : Gare au naufrage
- Épisode 9 : Haut et court
- Épisode 10 : Que du lourd
- Épisode 11 : Recoller les morceaux
- Épisode 12 : Vacances militaires (partie 1)
- Épisode 13 : Vacances militaires (partie 2)

### Saison 8 (2020)
- Episode 1 : Une nouvelle aventure
- Episode 2 : Chasseur de trésors
- Episode 3 : Projet pirate
- Episode 4 : Une idée lumineuse
- Episode 5 : Une mauvaise affaire
- Episode 6 : Le rêve américain
- Episode 7 : Que le meilleur gagne !
- Episode 8 : Une mission risquée
- Episode 9 : L'horloge tourne
- Episode 10 : Place aux enchères
- Episode 11 : Rénovation générale
- Episode 12 : Le grand emballage
- Episode 13 : Répétition générale
- Episode 14 : Entre collègues
- Episode 15 : Enfin sous l'eau !

### Épisodes spéciaux (2020)
- Épisode 1 :  Le grand déballage partie 1
- Épisode 2 :  Le grand déballage partie 2
- Épisode 3 : On (re)sort les dossiers! (1)
- Épisode 4 : On (re)sort les dossiers! (2)

### Saison 9 (2021)
- Épisode 1 : Un avion de légende
- Épisode 2 : Véhicules de collection
- Épisode 3 : Le convoi du chaos
- Épisode 4 : Une réunion importante
- Épisode 5 : Une bonne révision
- Épisode 6 : Tout ou rien
- Épisode 7 : Escale aux Bahamas
- Épisode 8 : L'or vert
- Épisode 9 : Tous en selle !
- Épisode 10 : Un projet spécial
- Épisode 11 : Prêt à décoller ?
- Épisode 12 : Un outil très spécial
- Épisode 13 : Ne jamais faire les choses à moitié
- Épisode 14 : Un vieux rêve
- Épisode 15 : Viva España !
- Épisode 16 : 50 tonnes d'acier à déplacer
- Épisode 17 : Une belle collection

### Saison 10[1](2022)
- Épisode 1 : Catastrophe naturelle
- Épisode 2 : En quête d'olives
- Épisode 3 : Une opération délicate
- Épisode 4 : Surcharge prépondérante
- Épisode 5 : À la recherche de ses origines
- Épisode 6 : Sous pression
- Épisode 7 : En mode fusionnel
- Épisode 8 : Lueurs d'espoir
- Épisode 9 : Avions et voitures anciennes
- Épisode 10 : Le génie de Julie
- Épisode 11 : Grand nettoyage
- Épisode 12 : Chercheur d'or
- Épisode 13 : Air catastrophe